# پرولاکتین
پرولاکتین (به انگلیسی: Prolactin) هورمونی پروتئینی است که از هیپوفیز پیشین ترشح می‌شود و پس از تولد نوزاد ترشح آن در بدن مادر افزایش می‌یابد.
پرولاکتین فعالیت دستگاه ایمنی را افزایش می‌دهد.

## ساختار
پرولاکتین هورمونی پروتئینی است که در جانوران مختلف تنوع زیادی دارد. به طور مثال در ماهی‌ها پرولاکتین A و B وجود دارد. پرولاکتین در انسان ساختاری شبیه هورمون رشد دارد و با اندازه‌های مختلف ۱۶ تا ۲۲ کیلو دالتون یا بزرگ‌تر می‌باشد. این هورمون توسط سلول‌های لاکتوتروف در قسمت پیشین هیپوفیز ترشح می‌شود؛ هر چند در دسیدوآی رحم باردار، میومتر رحم، پستان، گلبول‌های سفید و پروستات نیز تولید می‌شود.

## تنظیم ترشح
ترشح ضربان‌دار پرولاکتین با آزاد شدن هورمون‌هایی از هیپوتالاموس (به اصطلاح هورمون‌های آزاد کننده) تنظیم می‌شود. به نظر می‌رسد دوپامین با اثر بر گیرنده‌های D2 عامل مهارکننده اصلی ترشح پرولاکتین است. هورمون آزادکننده تیروتروپین (TRH)، غذا خوردن و درمان با استروژن موجب تحریک ترشح پرولاکتین می‌شوند؛ بنابراین در کم‌کاری تیروئید افزایش تولید پرولاکتین دیده می‌شود. مانند سایر هورمون‌های مترشحه از آدنوهیپوفیز ترشح پرولاکتین نیز طی شبانه روز تغییر دارد. (حداکثر ترشح آن طی خواب و حداقل آن بین ۱۰ صبح تا ۱۲ ظهر است.)

## اثرات
این هورمون در انسان اثر محرک و افزایش دهنده تولید شیر در پستان‌ها را دارد و زیادی ترشح آن موجب آمنوره و ناباروری می‌شود. البته بیش از سیصد عملکرد مختلف برای این هورمون در مهره داران گزارش شده‌است. در انسان این هورمون در متابولیسم، عملکرد سیستم ایمنی و پانکراس نیز نقش دارد. پرولاکتین با مهار ترشح GnRH از علل ناباروری در دوران شیردهی است.
افزایش پرولاکتین با مهار ترشح GnRH موجب مهار ترشح پالسی گونادوتروپین‌ها می‌شود و در نتیجه افزایش ناگهانی LH در وسط سیکل را متوقف می‌کند این امر منجر به عدم انجام تخمک‌گذاری یا کاهش آن می‌شود. پرولاکتین روند تولید آندروژن آدرنال را تحریک می‌کند. افزایش آندروژن می‌تواند سبب افزایش وزن و پرمویی گردد.

## هایپرپرولاکتینمی

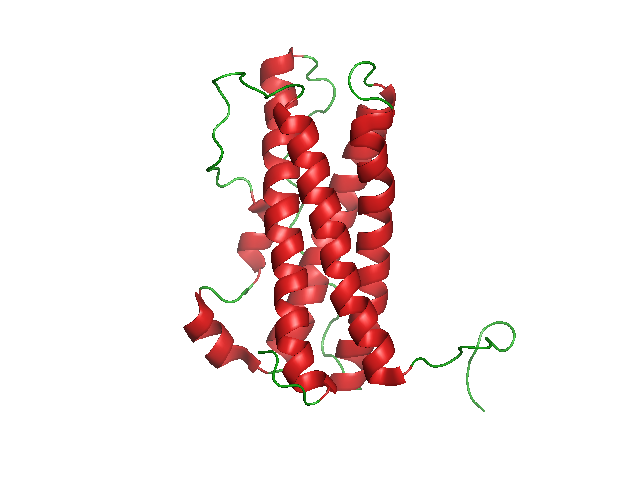
پرولاکتین

افزایش پرولاکتین خون یک بیماری نسبتاً شایع است که می‌تواند منجر به اختلالات عادات ماهیانه و ناباروری در خانم‌ها و اختلالات جنسی در مردان شود. یکی از علائم مهم آن در خانم‌ها ترشح نابجای شیر و اختلالات قاعدگی مانند آمنوره می‌باشد. علت اصلی آن اغلب آدنوم هیپوفیز (تومور خوش‌خیم در قاعده هیپوفیز) است؛ بنابراین توصیه می‌شود که برای تمام بیماران مبتلا به هایپرپرولاکتینوما، یک سی تی اسکن یا MRI از منطقة sella turcica نیز انجام شود. پرولاکتینوما علت ۲۰–۱۵٪ موارد آمنوره ثانویه است. مصرف برخی داروها مانند داروهای ضد افسردگی، آرامبخش‌ها و داروهای ضد تهوع نیز محتمل است.
افزایش پرولاکتین ممکن است با اضطراب و افسردگی همراه باشد. درمان این بیماری با آگونیست‌های دوپامین مانند بروموکریپتین یا کابرگولین و درصورت عدم پاسخ جراحی (جراحی ترانس اسفنوئیدال) است.

## مقادیر مرجع
| Proband                             | Prolactin, µg/L |
| ----------------------------------- | --------------- |
| زنان، follicular phase (n = 803)    | ۱۲٫۱            |
| زنان، luteal phase (n = 699)        | ۱۳٫۹            |
| زنان، mid-cycle (n = 53)            | ۱۷              |
| زنان، whole cycle (n = 1555)        | ۱۳٫۰            |
| زنان، حامله، 1st trimester (n = 39) | ۱۶              |
| زنان، حامله، 2nd trimester (n = 52) | ۴۹              |
| زنان، حامله، 3rd trimester (n = 54) | ۱۱۳             |
| مردان، 21–30 (n = 50)               | ۹٫۲             |
| مردان، 31–40 (n = 50)               | ۷٫۱             |
| مردان، 41–50 (n = 50)               | ۷٫۰             |
| مردان، 51–60 (n = 50)               | ۶٫۲             |
| مردان، 61–70 (n = 50)               | ۶٫۹             |